# Promachus mustela
Promachus mustela är en tvåvingeart som beskrevs av Friedrich Hermann Loew 1854. Promachus mustela ingår i släktet Promachus och familjen rovflugor. Inga underarter finns listade i Catalogue of Life.